# Oskar Kokoschka
Oskar Kokoschka (n. 1 martie 1886, Pöchlarn, Niederösterreich - d. 22 februarie 1980, Montreux, Elveția) a fost un pictor, grafician și scriitor austriac, exponent al expresionismului. Kokoschka a fost cel mai faimos reprezentant al Grupului de Artă din Berlin Der Sturm (în română Furtuna), și cofondator Hagenbund (sau  Künstlerbund Hagen). Începând cu anul 1980, s-a înființat un premiu acordat de către autoritățile austriece pentru realizări excepționale în artă, care-i poartă numele. Prima sa expoziție personală a avut loc la Galeria Paul Cassirer din Berlin în anul 1910. În acest an, de asemenea, a expus la Muzeul Folkwang Essen și a început colaborarea cu revista Der Sturm. În 1915, la scurt timp după izbucnirea primului război mondial, el a servit pe frontul de est, unde a fost grav rănit.

## Viața și opera
Tatăl sau era ceh și provenea dintr-o familie cunoscută de bijutieri din Praga. În 1905 primește o bursă la Școala de Arte și Meserii (Kunstgewerbeschule) din Viena, unde este atras de operele în stil baroc ale lui Franz Anton Maulbertsch, de noul stil propagat de Gustav Klimt și de pictura incisivă a lui Lovis Corinth. A început să picteze în ulei și, în 1907, a lucrat la "Wiener Werkstätte", în ambianța Secesiunii vieneze.
În 1908 lucrările lui Kokoschka au fost expuse în "Kunstschau"" în Viena, alături de grupul avangardist din jurul lui Gustav Klimt. Operele din această perioadă se caracterizează prin refuzul oricărui ideal de frumusețe convențională și de grație, punând în evidență aspectele dure ale existenței. Stilul lui influențează, printre alții, creația lui Egon Schiele. Concomitent, i se reprezintă drama „Asasinul, speranța femeilor” (Mörder, Hoffnung der Frauen), care suscită un scandal enorm.
În 1910, Herwarth Walden, fondatorul revistei de avangardă berlineze "Der Sturm", îl cheamă la Berlin, unde desenează un portret pe fiecare săptămână, devenind principal ilustrator al acestei reviste.
Începând cu anul 1912 Kokoschka a trăit împreună cu Alma Mahler, văduva compozitorului Gustav Mahler, legătură care îi va influența în mare parte viața și producția artistică. La Berlin frecventează cercurile culturale radicale și de avangardă, nutrind o admirație particulară pentru pictura lui Edvard Munch, pentru Fauvism și pentru pictorii grupului Die Brücke, unul din primii nuclei ai expresionismului german. În 1914 a devenit membru al Secesiunii din Berlin, apoi se alătură grupului Der Blaue Reiter. În lucrările sale din această perioadă sunt prezente un cromatism violent și o atentă analiză psihologică rvelată în portrete, care intenționează să dezvăluie profunzimea intimă a personajelor, influențat de noile teorii psihanalitice ale lui Sigmund Freud.
În timpul primului război mondial a fost rănit la frunte în luptele de pe frontul de răsărit, după care a fost demobilizat. Între 1917 și 1924 a predat la "Academia de Arte" din Dresda. În acești expune la Galeria "Dada" din Zürich, alături de Max Ernst, Paul Klee și Vasili Kandinski, și participă la "Bienala" din Veneția. După 1924 întreprinde călători în diverse țări europene și în Africa, pictând peisaje caracterizate prin culori violente. Are și o bogată activitate în dramaturgie, fiind autorul unor piese de teatru cu tendință expresionistă. 
Abia întors la Viena în 1937, se refugiază la Praga în urma anexării Austriei de regimul nazist din Germania. Când, în 1938, trupele hitleriste invadară și Cehoslovacia, Kokoschka emigră la Londra. Regimul nazist îi caracterizează opera drept „artă degenerată” și îi confiscă tablourile aflate în diverse colecții.
După sfârșitul celui de al doilea război mondial, în 1953, se stabilește la Villeneuve, în cantonul Vaud din Elveția. În acești ani, pictura sa se îndepărtează tot mai mult de tematica de analiză psihologică, pentru a trata spații largi și peisaje citadine. 
Oskar Kokoschka a murit la vârstă înaintată pe 22 februarie 1980, la Montreux (Elveția).

### Opera dramatică
- 1909: Mörder, Hoffnung der Frauen
- 1911: Der brennende Dornbusch
- 1917: Hiob (Sphinx und Strohmann)
- 1919: Orpheus und Euridike
- 1972: Comenius

## Articole conexe
- Listă de artiști plastici și arhitecți austrieci

## Galerie imagini

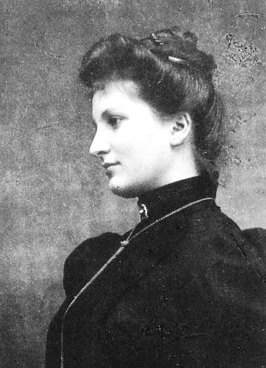
Alma Mahler
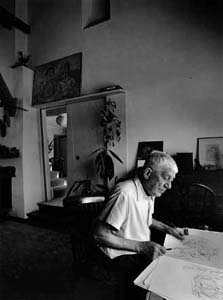
Oskar Kokoschka, 1963